# Squeeze Theeze Pleeze
Squeeze Theeze Pleeze é uma banda pop rock portuguesa formada em 1997, em Cantanhede.

## Biografia
É a mais conhecida banda da cidade de Cantanhede. Existe desde 1997, sendo formada por Pedro Assalino (vocalista), Pedro Fonseca (Guitarra), Farinha (baixo), Johnny Boy (percussões, DJ e electrónica). Em 2002 foi lançado o seu primeiro álbum "Open" tendo o single "Ode to a child" sido bastante tocado na maioria das playlists nacionais e feito parte da banda sonora da novela brasileira New Wave.
Em 2005, foi lançado o seu segundo álbum "Flatline" tendo o single "Hi Hello" alcançado grande sucesso e feito parte da banda sonora da série 3 dos Morangos com Açúcar. Da banda sonora da terceira série de verão dos Morangos com Açúcar fez parte a música "Simple Things Last".
Em 2007 a banda lançou o seu mais recente álbum "One Life Is Not Enough", com "Sometimes a little some time" como single de apresentação.

## Discografia
- 2002- Open
- 2005- Flatline
- 2007- One Life is not Enough